# 久保田弘信
久保田 弘信（くぼた ひろのぶ）は、岐阜県大垣市出身の写真家。日本写真家協会会員。

## 人物
岐阜県立大垣東高等学校を卒業後、大学で物理学を学ぶが、写真スタジオでアルバイトをしたことをきっかけにカメラマンとなる。
1998年からアフガニスタンを取材。バイク雑誌、車雑誌を発行する平和出版から、アフガニスタンとイラクの写真集を出版。
虹有社からアフガニスタンの写真集を出版。
2003年3月のイラク戦争では日本のテレビ局に戦火の様子をバグダードから連日レポートした。この時の取材をまとめた「空爆の下で」も同じく平和出版から出版。

## 作品

### 著書
- 『世界のいまを伝えたい』（汐文社、2018年）ISBN 9784811325644

### 写真集
- 『Who? 報道されないアフガンの素顔』（平和出版、2002年）ISBN 9784860569907
- 『空爆の下で 〜 ぼくらの知らないイラク戦争』（平和出版、2005年）ISBN 9784860568634
- 『僕が見たアフガニスタン』（虹有社、2009年）ISBN 9784770900517

### DVD
- アフガニスタン 〜 伝えきれなかった真実
- イラク 〜 伝えきれなかった真実
- THE TRUTH 伝えきれなかった真実 2016

## その他の活動

### 写真展
- キヤノンサロンにて全国展。開催地：銀座、札幌、名古屋、福岡

- 2009年4月18日～20日　愛知県田原市にて2か所同時開催。アフガニスタンの様子を時代の流れに沿って、9.11前後で会場を分ける。

第一会場：セントファーレ2F、第二会場：「道の駅」田原めっくんはうす1F
- 2010年10月13日～24日　いすみ市水彩ギャラリー「久保田弘信写真展」

- 2011年9月6日～10月2日　いすみ市教育委員会主催　いすみ市水彩ギャラリー「久保田弘信写真展」

- 箱根湯本ホテル　「世界の子どもたち」

- 小さな絵本美術館　「戦禍の子どもたち」  銀座  CO-CO PHOTO SALON 「僕が見たアフガニスタン」　2022.02.02Wed - 02.10Thu

- 宮崎ブーゲンビリア空港３階エアポートギャラリー　2022/07/01(金) - 2022/07/30(土)　「久保田弘信写真展」Afghan Blue

### テレビ
- 2001年、アフガニスタンの見えない難民を取材、支援したことで、テレビ朝日『テレメンタリー』に主人公として登場[要出典]。ギャラクシー賞受賞[要出典]。
- 日経スペシャル 未来世紀ジパング ～沸騰現場の経済学～ [テレビ東京] [ 2018年8月15日 22:00 ]
- 日経スペシャル 未来世紀ジパング ～沸騰現場の経済学～ [テレビ東京] [ 2018年4月11日 21:00 ]
- ユアタイム～あなたの時間～ [フジテレビ] [ 2016年5月11日23:55 ]
- ユアタイム～あなたの時間～ [フジテレビ] [ 2016年 4月 5日 23:30]
- イラク戦争時、[TBS]のベストタイム、ニュースの森、サタデーズバッと、ニュース23にバグダッドからレポートを送った。
- [TBS]　報道特集 CS ニュースバード
- [テレビ朝日]　ワイドスクランブル。
- [テレビ東京]　ザ・ドキュメンタリー
- [テレビ東京]　ジパング
- [フジテレビ] 笑っていいとも  ニュースジャパン  ユアタイム

ラジオ
- J-wave 　TBSラジオ
- セッション22 デイキャッチ
- 岐阜放送　大垣むすびラジオ

### イベント
- 2008年1月19日 写真とライブのコラボレーション。南こうせつの武道館ライブにて、「あの人の手紙」にあわせて、アフガニスタンとイラクの映像を提供。 その後、南こうせつのラジオ番組『週末はログハウスから』に出演[要出典]。

### 講演会
各地でイラク、アフガニスタン、シリア、イエメンの講演活動をしている。